# Шомон
Шомо́н (фр. Chaumont) — город и коммуна на северо-востоке Франции, в регионе Гранд-Эст. Административный центр департамента Верхняя Марна.
Население города по переписи 1999 года — 25 996 человек, площадь города — 55,26 км².
Город расположен на реке Марна. 60 км северо-западнее располагается коммуна Невель-ле-Вуазе, 110 км юго-восточнее Шалон-ан-Шампань, 230 км к востоку Париж. Шомон находится на железнодорожной линии, связывающей Париж и швейцарский Базель. При строительстве дороги в 1856 году через Марну был построен виадук длиной 600 метров и высотой до 52 метров.
Исторически служил резиденцией графов Шампани. В 1814 году Шомон стал местом подписания договора между странами-участниками коалиции против Наполеона. В 1940 и 1944 годах подвергался бомбардировке со стороны союзников.

## Экономика
В 2007 году среди 16367 человек в трудоспособном возрасте (15-64 лет) 11641 были активны, 4726 — неактивны (показатель активности 71,1 %, в 1999 году было 72,0 %). С 11641 активной работало 10245 человек (5381 человек и 4864 женщины), безработных было 1396 (618 мужчин и 778 женщин). Среди 4726 неактивных 1835 человек были школьниками или студентами, 1363 — пенсионерами, 1528 были экономически неактивными по другим причинам.
В 2008 году в муниципалитете числилось 10999 налогооблагаемых домохозяйств, в которых проживали 22483 человека.

## Демография
Динамика населения (Cassini и Национальный институт статистики и экономических исследований Франции):